# قائمة الأفلام المصرية سنة 1949
هذه قائمة بالأفلام المصرية لسنة 1949 مرتبة أبجديا

## 1949
| الأسم                | إخراج                                                  | تأليف                                                                                   | تمثيل                                      | النوع                  | ملاحظات |
| -------------------- | ------------------------------------------------------ | --------------------------------------------------------------------------------------- | ------------------------------------------ | ---------------------- | --- |
| أجازة في جهنم        | عز الدين ذو الفقار                                     | عز الدين ذو الفقار، يوسف جوهر                                                           | سامية جمال، عباس فارس                      |                        | |
| أحبك أنت             | أحمد بدرخان                                            | أحمد بدرخان، يوسف جوهر                                                                  | فريد الأطرش، سامية جمال                    | رومانسي،موسيقي، كوميدي | |
| أرواح هائمة          | كمال بركات                                             | كمال بركات، سامي عزيز                                                                   | كاميليا، كمال حسين، لولا صدقي              |                        | |
| أسير العيون          | إبراهيم حلمي                                           | أبو السعود الإبياري، بيرم التونسي، محمد الكحلاوي                                        | محمد الكحلاوي، ليلى فوزي                   |                        | |
| أمينة                | جيوفريدو إليساندريني                                   | جيوفريدو إليساندريني، يوسف وهبي                                                         | يوسف وهبي، آسيا نوريس                      |                        | الفيلم مؤرخ في السينما العالمية بعام 1951م لتأخر عرضه خارج مصر                                                                                        |
| أوعي المحفظة         | محمود إسماعيل                                          | محمود إسماعيل، حسن أمير                                                                 | محمود إسماعيل، تحية كاريوكا                | كوميدي                 | |
| البيت الكبير         | أحمد كامل مرسي                                         | أحمد كامل مرسي، سليمان نجيب، عبد الوارث عسر                                             | أمينة رزق، سليمان نجيب، تحية كاريوكا       |                        | |
| الستات كده           | حسن حلمي                                               | حسن حلمي، عبد الفتاح السيد                                                              | كاميليا، محمد أمين                         |                        | |
| السجينة رقم 17       | عمر جميعي                                              | عمر جميعي، أحمد جلال                                                                    | ماري كويني، روحية خالد                     |                        | |
| العيش والملح         | حسين فوزي                                              | حسين فوزي، بديع خيري                                                                    | نعيمة عاكف، سعد عبد الوهاب، حسن فايق       |                        | |
| القاتلة              | حسن رضا                                                | حسن رضا                                                                                 | كاميليا                                    |                        | |
| الليل لنا            | محمود ذو الفقار                                        | يوسف جوهر                                                                               | صباح، محمود ذو الفقار                      |                        | |
| المجنونة             | حلمي رفلة                                              | محمد كامل حسن (قصة وحوار)، حلمي رفلة (سيناريو)                                          | محمد فوزي، ليلى مراد                       |                        | |
| المرأة               | عبد الفتاح حسن                                         | عبد الفتاح حسن، صالح جودت، محمود السباع                                                 | كمال الشناوي، أحلام، سميحة توفيق           |                        | |
| المرأة شيطان         | عبد الفتاح حسن                                         | عبد الفتاح حسن، صالح جودت                                                               | محمد فوزي، أحلام، سميحة توفيق، محمود شكوكو |                        | |
| المصري أفندي         | حسين صدقي                                              | حسين صدقي، محمد كامل حسن المحامي                                                        | حسين صدقي، مديحة يسري                      | دراما                  | |
| الناصح               | سيف الدين شوكت                                         | سيف الدين شوكت                                                                          | إسماعيل ياسين، ماجدة                       |                        | |
| بنت العمدة           | [[عباس كامل (توضيح)\|[[عباس كامل (مؤلف)\|عباس كامل]]]] | عباس كامل                                                                               | كمال الشناوي، هاجر حمدي                    |                        | |
| بيومي أفندي          | يوسف وهبي                                              | يوسف وهبي                                                                               | يوسف وهبي، فاتن حمامة، ميمى شكيب           | دراما                  | الفيلم مأخوذ عن مسرحية بيومي أفندي ليوسف وهبي. |
| جواهر                | محمد عبد الجواد                                        | محمد مصطفى المنفلوطي (قصة)، أحمد شكري (حوار)                                            | إسماعيل ياسين، هاجر حمدي، محمود المليجي    | كوميدي                 | |
| حدوة الحصان          | عباس كامل                                              | عباس كامل                                                                               | محمود شكوكو، سعاد مكاوي                    |                        | |
| حلاوة                | إبراهيم عمارة                                          | أبو السعود الإبياري، إبراهيم عمارة                                                      | ليلى فوزي، كمال الشناوي                    |                        | |
| حلم ليلة             | صلاح بدرخان                                            | صلاح بدرخان                                                                             | وجيه بدرخان                                |                        | |
| ذو الوجهين           | ولي الدين سامح                                         | عبد العزيز خورشيد (قصة وحوار)، أحمد ضياء الدين (سيناريو)                                | محمود المليجي، زوزو شكيب                   |                        | |
| ست البيت             | أحمد كمال مرسي                                         | أبو السعود الإبياري                                                                     | فاتن حمامة، عماد حمدي                      | دراما                  | |
| سر الأميرة           | نيازي مصطفى                                            | محمد كامل حسن المحامي (قصة وسيناريو)، نيازي مصطفى (سيناريو)، أبو السعود الإبياري (حوار) | كوكا، كمال الشناوي                         |                        | |
| شارع البهلوان        | صلاح أبو سيف                                           | عبد الحليم مرسي، علي الزرقاني، صلاح أبو سيف                                             | كاميليا، كمال الشناوي                      | كوميدي                 | |
| صاحبة الملاليم       | عز الدين ذو الفقار                                     | يوسف جوهر (قصة وحوار)، عز الدين ذو الفقار (سيناريو)                                     | محمد فوزي، كاميليا                         |                        | |
| عفريتة هانم          | هنري بركات                                             | هنري بركات، أبو السعود الإبياري                                                         | فريد الأطرش، سامية جمال                    | رومانسي،موسيقي، كوميدي | |
| عقبال البكاري        | إبراهيم عمارة                                          | إبراهيم عمارة، أبو السعود الإبياري                                                      | تحية كاريوكا، محمود المليجي                |                        | |
| على أد لحافك         | فؤاد شبل                                               | أبو السعود الإبياري                                                                     | إسماعيل ياسين، هاجر حمدي، محمود المليجي    | كوميدي                 | |
| غزل البنات           | أنور وجدي                                              | أنور وجدي (قصة وسيناريو)، بديع خيري (حوار)، نجيب الريحاني (حوار)                        | نجيب الريحاني، ليلى مراد، أنور وجدي        | رومانسي،موسيقي، كوميدي | - توفى الفنان نجيب الريحاني قبل أن يكمل مشاهد الفيلم. - يحتل الفيلم التصنيف التاسع في قائمة أفضل 100 فيلم في تاريخ السينما المصرية في إستفتاء النقاد. |
| فاطمة وماريكا وراشيل | حلمي رفلة                                              | أبو السعود الإبياري                                                                     | محمد فوزي، مديحة يسري                      | رومانسي،موسيقي، كوميدي | |
| كرسي الاعتراف        | يوسف وهبي                                              | محمد أسعد لطفي، يوسف وهبي                                                               | يوسف وهبي، فاتن حمامة                      |                        | |
| كل بيت له راجل       | أحمد كامل مرسي                                         | مجدى فريد (قصة وحوار)، أحمد كامل مرسي (سيناريو)                                         | فاتن حمامة، أمينة رزق                      |                        | |
| كلام الناس           | حسن حلمي                                               | حسن حلمي                                                                                | شادية، إبراهيم حمودة                       |                        | |
| لهاليبو              | حسين فوزي                                              | حسين فوزي، بديع خيري                                                                    | نعيمة عاكف، شكري سرحان                     |                        | |
| ليلة العيد           | حلمي رفلة                                              | أبو السعود الإبياري (قصة وسيناريو وحوار)، أنور وجدي (سيناريو وحوار)                     | شادية، إسماعيل ياسين، محمود شكوكو          | موسيقي، كوميدي         | |
| مبروك عليكي          | عبد الفتاح حسن                                         | عبد الفتاح حسن                                                                          | نور الهدى، محمد الكحلاوي                   | موسيقي                 | |
| منديل الحلو          | عباس كامل                                              | عباس كامل                                                                               | تحية كاريوكا، عبد العزيز محمود             | موسيقي                 | |
| نادية                | فطين عبد الوهاب                                        | يوسف جوهر (قصة وحوار)، فطين عبد الوهاب (سيناريو)                                        | عزيزة أمير، محمود ذو الفقار                |                        | أول فيلم قام بإخراجه فطين عبد الوهاب. |
| نص الليل             | حسين فوزي                                              | بديع خيري، حسين فوزي                                                                    | كاميليا، كارم محمود، عزيز عثمان            |                        | |
| هدى                  | حلمي رفلة                                              | حلمي رفلة، نقولا بدران                                                                  | نور الهدى، كمال الشناوي                    |                        | |
| ولدي                 | عبد الله بركات                                         | عبد الله بركات، عبد العزيز سلام                                                         | كاميليا، محمود المليجي                     | دراما                  | |